# Portugal au Concours Eurovision de la chanson 1964
Le Portugal a participé au Concours Eurovision de la chanson 1964, le 21 mars à Copenhague, au Danemark. C'est la première participation du Portugal au Concours Eurovision de la chanson.
Le pays est représenté par le chanteur António Calvário et la chanson Oração, sélectionnés par la Radio-télévision du Portugal (RTP) au moyen du Festival da Canção.

## Sélection

### Festival da Canção 1964
Le radiodiffuseur portugais, la Radio-télévision du Portugal (RTP, Rádio e Televisão de Portugal), organise la première édition du Festival da Canção pour sélectionner l'artiste et la chanson représentant le Portugal au Concours Eurovision de la chanson 1964.
Le Festival da Canção 1964, présenté par Henrique Mendes (pt) et Maria Helena Fialho Gouveia, a eu lieu le 2 février 1964 aux Estúdios do Lumiar à Lisbonne.
Les chansons sont toutes interprétées en portugais, langue officielle du Portugal.
Lors de cette sélection, c'est la chanson Oração interprétée par António Calvário qui fut choisie avec Kai Mortensen comme chef d'orchestre.

#### Finale
| Ordre | Artiste            | Chanson                      | Traduction                 | Points | Place |
| ----- | ------------------ | ---------------------------- | -------------------------- | ------ | ----- |
| 1     | António Calvário   | Oração                       | Prière                     | 79     | 1     |
| 2     | Artur Garcia (pt)  | Foi sonho                    | C'était un rêve            | 0      | 10    |
| 3     | Madalena Iglésias  | Na tua carta                 | Dans ta lettre             | 0      | 10    |
| 4     | Simone de Oliveira | Olhos nos olhos              | Les yeux dans les yeux     | 53     | 3     |
| 5     | Gina Maria (pt)    | Tirano gentil                | Tiran gentil               | 6      | 7     |
| 6     | Artur Garcia       | Finalmente                   | Finalement                 | 2      | 8     |
| 7     | Guilherme Kjölner  | Manhã                        | Matin                      | 31     | 4     |
| 8     | Simone de Oliveira | Amar é ressurgir             | Aimer c'est resurgir       | 2      | 8     |
| 9     | Gina Maria         | Minha luz brilhou            | Ma lampe brille            | 0      | 10    |
| 10    | António Calvário   | Para cantar Portugal         | Pour chanter le Portugal   | 11     | 6     |
| 11    | Guilherme Kjölner  | Lindo par                    | Beau couple                | 56     | 2     |
| 12    | Madalena Iglésias  | Balada das palavras perdidas | La ballade des mots perdus | 30     | 5     |

## À l'Eurovision
Chaque jury d'un pays attribue un, trois ou cinq points à ses trois chansons préférées.

### Points attribués par le Portugal
| 5 points | Italie   |
| 3 points | France   |
| 1 point  | Belgique |

### Points attribués au Portugal
| 3 points | 2 points | 1 point |
| -------- | -------- | ------- |
|          |          |         |

António Calvário interprète Oração en 11e position lors de la soirée du concours, le 21 mars 1964, suivant Monaco et précédant l'Italie.
Au terme du vote final, le Portugal termine en 13e et dernière place, ex æquo avec l'Allemagne, la Suisse et la Yougoslavie, sur les 16 pays participants, n'ayant reçu aucun point des jurys,.